# Якубі-Джамі
Якубі-Джамі (крим. Yakubi Cami) — колишня мечеть у місті Кефе (Феодосія) Автономної Республіки Крим.

## Історія
Споруджена в 1815—1820 роках. Збереглася будівля без мінарету.
Її приміщення після того, як воно втратило прихід, довгий час використовувалося як сарай, а пізніше — продуктовий магазин. В результаті цих трансформацій і перебудов, що супроводжували його, будівля майже повністю втратила подібність з початковою спорудою, яка зводилася, ймовірно, як купольний храм.
Ця мечеть згадується іноді під спотвореною назвою «Ягу-Хапу», співзвучною скороченому найменуванню Воріт старійшини Якуба — «Якуб-капу», які мають бути ототожнені з Воротами передмість зовнішнього кільця генуезьких укріплень.
Також згадуються назви Капу-Ага чи Ягу-Хапу-Джамі.